# Josef Bulva
Josef Bulva (* 9. Januar 1943 in Brünn; † 12. August 2020 in Monte-Carlo, Monaco) war ein  tschechisch-luxemburgischer Pianist.

## Leben
Josef Bulva wurde 1943 in der seinerzeit deutsch besetzten Tschechoslowakei, dem heutigen Tschechien, geboren. Ab 1950 besuchte er die Musikschule in Napajedla, wohin seine Eltern umgesiedelt worden waren. Bulva nahm Unterricht bei dem Musikpädagogen Václav Lanka und erlangte bald die Virtuosität, die ihm den Ruf eines Wunderkindes einbrachte. Bereits mit 12 Jahren spielte er Liszt-Etüden und Mozart-Klavierkonzerte. Mit 13 Jahren spielte er Brahms’ anspruchsvolle Paganini-Variationen. Gefördert durch ein Staatsstipendium der ČSSR besuchte Bulva zunächst das Konservatorium Kroměříž, später das Konservatorium Brünn und schließlich das Konservatorium in Bratislava, wo er mit 17 Jahren in die damalige Akademie der Künste aufgenommen wurde. Seine Ausbildung schloss Bulva mit Auszeichnung und dem so genannten Roten Diplom ab. Bulva wurde mit 21 Jahren zum Staatssolisten der ČSSR ernannt.
Die Konzerttätigkeit Bulvas wurde 1971 durch einen schweren Bergunfall mit über fünfzig Knochenbrüchen abrupt unterbrochen. Nach einem fast einjährigen Krankenhausaufenthalt konzertierte er wieder und nutzte 1972 seine erste Auslandstournee zur Emigration nach Luxemburg. In der ehemaligen ČSSR wurde er des Hochverrats angeklagt.
Bulva wurde Bürger des Großherzogtums Luxemburg und fand parallel in München seine zweite künstlerische Heimat. Bei Besuchen in seiner Wahlheimat residiert er als Dauergast im Münchner Hotel Vier Jahreszeiten. Die Emigration und der Neubeginn als Pianist öffneten Josef Bulva die internationalen Konzertsäle, die Rundfunkanstalten und die Schallplattenstudios. Der Musikwelt präsentierte Bulva sich durch die erstmalige Einspielung von Sergej Prokofjews Ballettzyklus op. 75, Romeo und Julia, in der Bearbeitung für Klavier, für die Schallplattenfirma Teldec. Neben diesem dramaturgischen Beitrag sorgte auch seine Einspielung des Zyklus der Grandes études de Paganini von Franz Liszt für Furore. Bulva wurde von der internationalen Fachwelt gefeiert. Trotz seines Erfolges zog sich Bulva in den folgenden Jahren zunehmend aus der Konzerttätigkeit zurück.
Am 22. März 1996 stürzte er bei einem Besuch seiner Halbschwester in Ostrau auf eisglatter Straße und verletzte sich an unter dem Schnee verborgenen Glasscherben einer Bierflasche. Dabei wurde seine linke Hand vermeintlich irreparabel geschädigt. Seine pianistische Karriere galt damit als beendet. Er zog sich nach Monaco zurück, um sich einen neuen Lebensinhalt aufzubauen. Beruflich und finanziell engagierte sich Bulva dort als Finanzinvestor.
Bulva unterzog sich etlichen Operationen und trainierte täglich die Bewegungsfähigkeit seiner Hand. Nach jahrelanger Heilungsphase konnte die Spielfähigkeit der Hand wiederhergestellt werden. 2010 kehrte Bulva nach seiner langjährigen Abwesenheit in die Konzertsäle zurück. Dokumentarisch begleitet wurde sein Comeback damals von den ARD-Regisseuren Dr. Christian Gramstadt und Christian Weisenborn. Seine Aufnahmetätigkeit für die Tonträgerindustrie setzte er bei RCA Red Seal fort.

## Klavierkunst
Josef Bulvas Klavierspiel folgte seinem persönlichen Credo: natürliche Musikalität, Geschmack, Kenntnis seines „Metiers“ und Disziplin. Bulva hätte nichts anderes im Sinne, als den Notentext respektvoll, sinngetreu und ohne Extravaganzen auszulegen. Dabei standen ihm die Selbstverständlichkeit des technischen Standards und die Unfehlbarkeit in Fragen des Stilgefühls uneingeschränkt zur Verfügung.
Bulva wurde durch die ihm eigene Verwendung des Sostenuto-Pedals zu einer Art Pionier des Klavierspiels. In einem Interview mit Christian Buchmann legte er dar, wie dieses mittlere Pedal ein weiteres Gestaltungsrefugium eröffnete und auch Klarheit in Passagen der Vielstimmigkeit legt. Bulvas Gebrauch des dritten Pedals unterschied ihn von anderen Pianisten. Von Steinway & Sons  wurde er darum als „Pianist unter den Pianisten“ bezeichnete, da er als bislang Einziger die mechanischen Möglichkeiten dieser seit 140 Jahren patentierten Erfindung in die Gestaltung seiner Interpretation implementierte.

## Kritik
Der Musikkritiker Joachim Kaiser nannte ihn „den Pianisten des wissenschaftlichen Zeitalters“ und attestierte ihm: „Meisterwerke erscheinen in einem neuen Gewand“. Das Steinway Owners’ Magazine stellte anerkennend fest, dass „sein Spiel das Credo von Steinway & Sons reflektiert“. In der Süddeutschen Zeitung würdigte Wolfgang Schreiber 2009 Bulvas Interpretation als „virtuos, präzise und ausgereift“. Die seinerzeit unverstandene Auslegung des ersten Satzes der Mondscheinsonate als dreistimmige Invention – was Beethovens Notation vorgibt – wird heute als Standard wahrgenommen. Ebenso führte seine analytische Auslegung von Chopinwerken zu Überraschungen oder sogar Ablehnung bei Publikum und Medien, die an Rubato-intensive Wiedergaben gewöhnt waren.

## Werke
Bulva hat bei folgenden Schallplattenfirmen aufgenommen: Supraphon, Teldec, Orfeo, Mediaphon-Madacy und RCA.
Einige der Aufnahmen sind nach wie vor am Markt erhältlich, darunter:
- Piano Recital mit Kompositionen von Beethoven und Chopin, Live-Aufnahme bei CEPA/Radio 100.7 FM
- Beethoven: Klaviersonate Nr. 21 (Waldstein) auf Orfeo
- Beethoven: Klaviersonate Nr. 23 F-Moll, Op. 57 (Appassionata) auf Orfeo
- Liszt: Etudes d’exécution transcendante  auf Orfeo
- Prokofiev: Romeo and Juliet, Op. 75 (Klavierversion) auf Teldec

Später publizierte Oreikon The Art of Josef Bulva, eine Buchausgabe mit 7 CDs, deren Aufnahmen von Josef Bulva autorisiert worden waren. Die Edition beinhaltet u. a. folgende Werke:
- Beethoven: Klavierkonzert Nr. 5 Es-Dur, Op. 73 (Emperor)
- Beethoven: Klaviersonate Nr. 13 Es-Dur, Op. 27 No. 1
- Beethoven: Klaviersonate Nr. 14 cis-Moll, Op. 27 Nr. 2 (Mondschein)
- Beethoven: Klaviersonate Nr. 23 f-Moll, Op. 57 (Appassionata)
- Brahms: 2. Klavierkonzert B-Dur Op. 83
- Chopin: Ballade Nr. 1 g-Moll, Op. 23
- Chopin: Scherzo Nr. 2 b-Moll, Op. 31
- Chopin: Polonaise Nr. 1 A-Dur, Op. 40  (Militär Polonaise)
- Chopin: Polonaise Nr. 5 fis-Moll, Op. 44
- Liszt: 1. Klavierkonzert Es-Dur
- Liszt: 2. Klavierkonzert D-Dur
- Liszt: Klaviersonate h-Moll
- Liszt: Ungarische Rhapsodie Nr. 2 cis-Moll
- Liszt: Grandes études de Paganini Nr. 3 in gis-Moll (La Campanella)
- Liszt: Rhapsodie Espagnole
- Mozart: Klaviersonate Nr. 17 B-Dur, KV 570
- Rachmaninov: Rhapsodie über ein Thema von Paganini, Op. 43
- Skrjabin: Klaviersonate Nr. 3 fis-Moll, Op. 23
- Tschaikowsky: Klavierkonzert Nr. 1 b-Moll, Op. 23

Die im Mai 2018 zusammen mit dem Violinisten Markus Wolf (auf einer Vollrath Stradivarius von 1722) aufgenommene Aufnahme von Charles-Auguste de Bériot, Scène de Ballet op. 100 ist im November 2018 auf der CD Klangraum, einer Sonderedition für die Deutsche Stiftung Denkmalschutz, erschienen.